# Îles Magill
Les îles Magill (en espagnol : Islas Magill) est un petit archipel situé entre l'île Furia et l'île Mortimer (à proximité de l'îlot Dubos), au sud-ouest du Chili. Les îles qui composent l'archipel sont totalement rocheuses. La plus grosse des îles a une superficie d'environ 1,6 km2.
L'archipel est entouré par la baie Strokes (au nord) et par le canal Cockburn (au sud et à l'est).